# Брень (річка)
Брень (пол. Breń (dopływ Wisły)) — гірська річка в Польщі, у Тарнівському, Домбровському й Малецькому повітах Малопольського й Підкарпатського воєводства. Права притока Вісли, (басейн Балтійського моря).

## Опис
Довжина річки 53,56 км, найкоротша відстань між витоком і гирлом — 31,20  км, коефіцієнт звивистості річки — 1,72 . Формується притоками та багатьма безіменними струмками.

## Розташування
Бере початок на північно-західній стороні від села Старе Жуковиці (гміна Ліся Гура). Спочатку тече переважно на північний захід через Брень, Брник, Желязувку, місто Домброву-Тарновську, Сважув. Далі річка повертає на північний схід і тече через Подбоже, Радван, Лехувку, Конти, Забрнє, Косувку, Лабузувку і у селі Оталенж впадає у річку Віслу.

## Притоки
- Млинувка, Сменгожувка, Упуст, Згурська (праві); Жабниця (ліва)[3][1].

## Цікавий факт
- У місті Домброва-Тарновська річку перетинає автошлях  73 (Домброва-Тарновська — Щуцин — Бусько-Здруй — Хмельник — Кельці).